# Mer de Weddell
Pour les articles homonymes, voir Weddell.
La mer de Weddell est une partie de l'océan Atlantique qui couvre environ 2,8 millions de kilomètres carrés. Elle longe la côte est de la péninsule Antarctique depuis les îles Shetland du Sud et le continent vers l'est jusqu'à la mer de Riiser-Larsen. La mer de Weddell fait partie, avec la mer de Bellingshausen, du quadrant 0-90° de longitude ouest, dont sont issus les icebergs nommés par la lettre A (exemple A-68) par le National Ice Center.
La majeure partie de la mer est glacée en permanence, couverte d'abord par la barrière de Filchner-Ronne, puis par la banquise, jusqu'à l'île de l'Éléphant (proche des îles Shetland du Sud, à l'extrémité de la péninsule Antarctique). C'est aussi en mer de Weddell que se trouve la barrière de Larsen.
La mer de Weddell est la deuxième source de la circulation thermohaline.

## Histoire
La mer doit son nom au marin anglais James Weddell, qui la découvrit en 1823. L'Écossais William S. Bruce l'explora presque entièrement entre 1902 et 1904.
C'est dans cette mer que le bateau d'Ernest Shackleton, l'Endurance, est resté prisonnier des glaces, car la mer de Weddell n'est pas n'importe quelle mer : parcourue d'un courant tourbillonnant et d'une épaisse banquise, elle est dangereuse même pour les brise-glaces modernes. Shackleton lui-même décrivit le site de son naufrage comme « la pire partie de la pire mer du monde ».

## Faune
La colonie de Halley, située dans la mer de Weddell, est habituellement la deuxième plus importante colonie de manchots empereurs au monde, avec jusqu’à 25 000 couples venant se reproduire chaque année. En 2016, 2017 et 2018, presque tous les poussins sont morts en raison de la fonte de leur habitat. La poursuite du changement climatique devrait entraîner une perte de plus de la moitié des effectifs de manchots empereurs d'ici la fin du XXIe siècle.

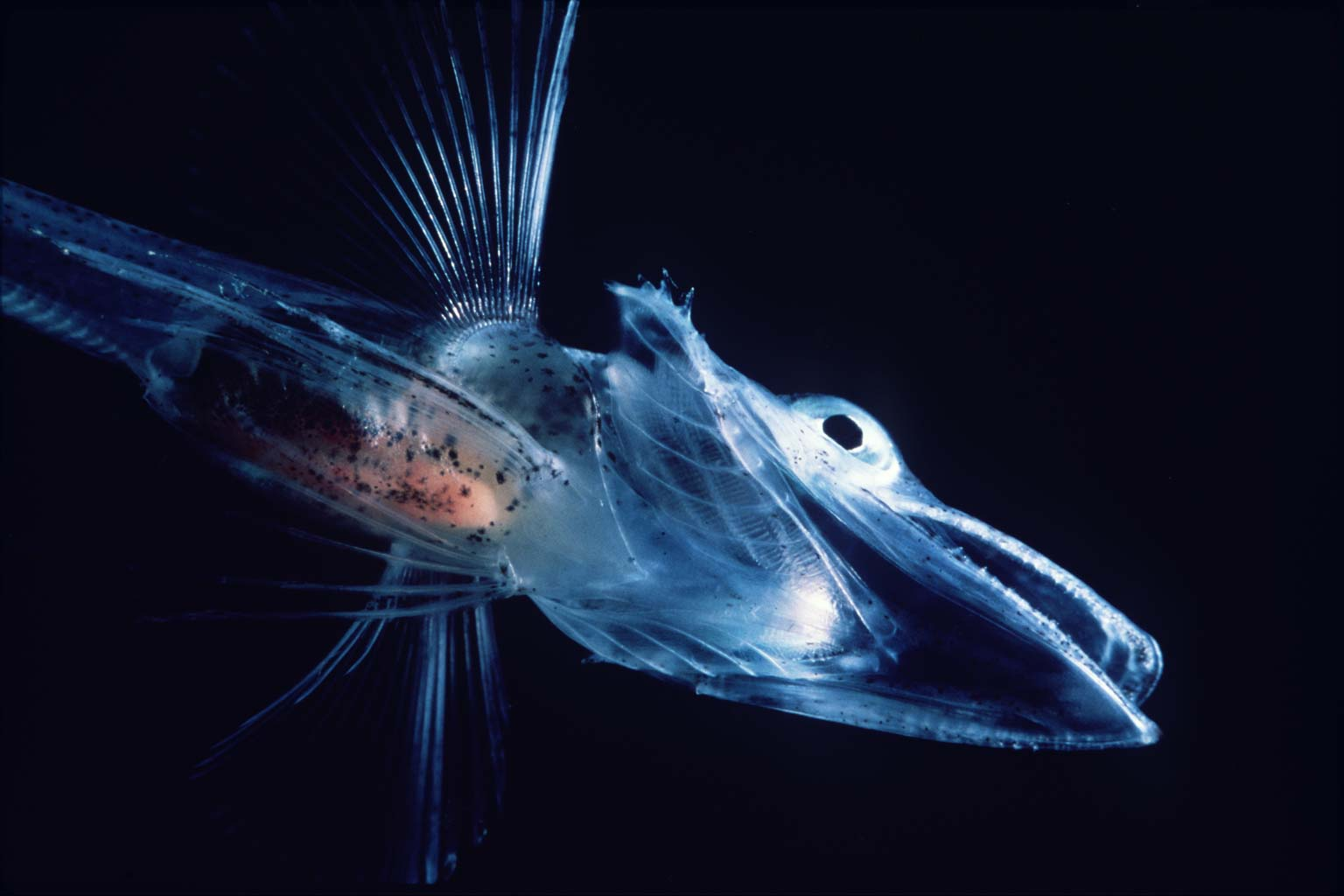
Poisson des glaces de la côte antarctique.

La plus grande frayère connue au monde a été découverte en 2021 dans la mer de Weddell : 16 160 nids du Poisson des glaces de Jonas (Neopagetopsis ionah (en)) y ont été observés entre 420 et 535 m de profondeur sur 45 600 m2. Ce décompte, extrapolé à toute l'aire de nidification (240 km2), conduit à un nombre total d'environ 60 millions de nids, dont chacun abrite environ 1 700 œufs. Chaque nid, recouvert de graviers, est surveillé par un mâle,.

### Sources et bibliographie
- (en) Thomas R. Henry, The White Continent : The Story of Antarctica, New York Sloane, 1950
- (en) Michael Smith, Sir James Wordie, Polar Crusader : Exploring the Arctic and Antarctic, Birlinn, 2004 (ISBN 978-1-84158-292-4, lire en ligne)